# Bến Thượng Hải (bài hát)
"Bến Thượng Hải" (tiếng Trung: 上海灘; Hán-Việt: Thượng Hải Than) là bài hát chủ đề của bộ phim truyền hình nổi tiếng cùng tên - Bến Thượng Hải - do TVB của Hồng Kông sản xuất năm 1980. Ca khúc do Cố Gia Huy viết nhạc, Hoàng Triêm đặt lời tiếng Quảng Đông, ca sĩ Diệp Lệ Nghi (Frances Yip) biểu diễn. Cô đã hát bài này trên 10,000 lần tại hơn 30 quốc gia.
Là một trong những ca khúc kinh điển của thập niên 1980, "Bến Thượng Hải" được một số ca sĩ và tác phẩm điện ảnh Trung Quốc sử dụng lại, ví dụ vào năm 2000, Lưu Đức Hoa dùng tiếng Quan thoại trình bày bài hát qua nhan đề "Tối ái Thượng Hải than" (最愛上海灘) đề làm nhạc khúc chủ đề cho phim Tân bến Thượng Hải cũng của Hồng Kông.
Bài hát đã được nhạc sĩ Nhật Ngân đặt lời tiếng Việt.
1994 khi băng video Mưa Bụi bắt đầu xuất hiện thì nhạc sĩ Vinh Sử và Hữu Minh cũng đã viết 1 phiên bản lời Việt khác